# Dirk Sager
Dirk Sager (13 de agosto de 1940 - 2 de enero de 2014) fue un periodista alemán.

## Biografía
Realizó Estudios Americanos, política y periodismo en la Universidad Libre de Berlín. Trabajó como periodista en la televisión alemana. Desde 1968 trabajó para la cadena alemana ZDF. Fue miembro de P.E.N..

## Premios
- 1997: Deutscher Kritikerpreis (junto con Friedhelm Brebeck y  Friedrich Schreiber)
- 2002: Hanns-Joachim-Friedrichs-Premio